# Эвакуация и сохранение культурных ценностей в СССР
Эвакуация и сохранение культурных ценностей в СССР во время Великой Отечественной войны (1941—1945) — крупномасштабное перемещение в начальный период войны с нацистской Германией из подверженных риску оккупации зон в восточные регионы страны объектов культурного наследия, музейных ценностей, культурных и научных учреждений, позволившее обеспечить их сохранность и затем восстановление в послевоенный период.
Работой по эвакуации руководил Совет по эвакуации при СНК СССР, созданный по указанию И. В. Сталина на третий день войны (фактически — Алексей Косыгин). Непосредственной организацией эвакуацией и сохранением культурных ценностей занимался Всесоюзный Комитет по делам искусств при СНК СССР во главе с В. А. Шкварниковым.
Эвакуация была проведена в два этапа: в 1941 году — из Белоруссии, Украины, Прибалтики, Москвы и Ленинграда; в 1942 году — из южных районов европейской части СССР.

## Вывоз культурных ценностей
План эвакуации музейных ценностей был разработан в СССР в 1936 году для основных музеев и позднее не корректировался.
Его осуществление осложнялось ведомственной разделённостью музеев: из 626 музеев РСФСР 439 подчинялись Наркомпросу, 56 — Всесоюзному комитету по делам искусств, 18 — Академии наук СССР, 7— научно-исследовательским институтам, 11 — вузам, 95 — прочим ведомствам и учреждениям. Даже планы, разработанные в 1930-х годах для немногих музеев, в том числе для пригородных дворцов Ленинграда, отличались от реальных потребностей музеев в эвакуации, хотя в их распоряжении хотя бы имелись списки подлежащих эвакуации ценностей и необходимые упаковочные материалы.
Музеи Наркомпроса РСФСР, в том числе пригородные дворцы, а также музеи Новгорода и Пскова, приступили к разработке эвакуационных планов после 22 июня 1941 года, однако с быстрым наступлением гитлеровских войску вынуждены были корректировать планы «по факту»: выделялось меньше транспортных и технических средств, менялись пункты эвакуации и помещения для размещения вывозимых ценностей.
Поэтому нередко музейные работники действовали по собственной инициативе, определяя к эвакуации наиболее ценные предметы коллекций, разыскивая транспорт и получая разрешения на эвакуацию. Это стало для многих работников культуры личным подвигом. Так, благодаря директору Севастопольской картинной галереи Михаилу Крошицкому без приказа на эвакуацию были организованы отбор и упаковка самых ценных экземпляров коллекции. Ящики с живописными полотнами и графикой, скульптурами и произведениями декоративно-прикладного искусства, старинными книгами и журналами из музейной библиотеки перевезли на Графскую пристань, где погрузили на корабль и через несколько дней вывезли в Батуми. 13 месяцев находился в пути вывезенный из Севастополя груз, под надзором единственного человека — директора галереи, пока наконец не прибыл в Томск. Там было найдено место для хранения экспонатов в здании областного краеведческого музея, где они и хранились до возвращения в Крым.

### Театры
Эвакуированы были также театры.
Так, Большой театр 14 октября 1941 года начал эвакуироваться в Куйбышев. Первая группа артистов прибыла 6 ноября, а уже 13 ноября прошёл первый концерт для жителей города. Представления проходили на сцене Дворца культуры имени В. В. Куйбышева — вначале в концертном формате, затем с полными декорациями, также вывезенными из Москвы. Всего из Москвы было эвакуировано около 500 работников театра.
Малый театр был эвакуирован в Челябинск.
Часть труппы Театра имени Е. Б. Вахтангова в годы войны работала в Омске.
Камерный театр Таирова эвакуировался в Челябинск, а потом в Барнаул.
Театр имени М. Н. Ермоловой в 1942 году уехал в Черемхово Иркутской области.
Театр сатиры, как и многие другие, создал фронтовую бригаду. Часть артистов отправилась на Дальний Восток, где театр создал постановки «Надежда Дурова», «Актриса», «Новые похождения Швейка».
Театр имени Моссовета был отправлен в Казахскую ССР: сначала в Чимкент, затем — в Алма-Ату.
Московский театр имени Ленинского комсомола был эвакуирован в Узбекскую ССР (Ташкент и Самарканд). До возвращения в столицу он дал более 400 спектаклей.
МХАТ имени М. Горького в первые дни войны был на гастролях в Минске. Труппа была эвакуирована обратно в Москву в июне 1941 года, а затем вывезена в Саратов, где работала до ноября 1942 года.
Кировский театр из Ленинграда был эвакуирован в Молотов.

### Библиотеки
Планом эвакуации была предусмотрена переправка фонда редких книг Государственной публичной исторической библиотеки. Около 40 тысяч единиц хранения на баржах отправили по Москве-реке, Оке и Волге до города Хвалынска Саратовской области, а спустя два месяца — ещё дальше на восток, в Казахстан, город Кустанай.
Во второй партии предназначенных к эвакуации книг были издания XV—XIX веков. Их поместили в 630 ящиков и отправили по железной дороге на Урал, в Шадринск. Там их разгрузили в заброшенной Воскресенской церкви при городском кладбище, три сотрудницы библиотеки вместе с детьми поселились в находящейся рядом церковной сторожке. В неотапливаемой церкви с выбитыми окнами они поочерёдно охраняли ценный фонд библиотеки от разорения до осени 1944 года.
По распоряжению Президиума Академии наук в июле 1941 года началась эвакуация из Ленинграда историко-архивных коллекций рукописного отдела и музейных собраний Пушкинского дома. 6 июля в составе эшелона Артиллерийского музея в Новосибирск были отправлены три с половиной тысячи книг, упакованные в 48 ящиков: самые ценные рукописи, мемориальные вещи писателей, портреты, выполненные Репиным, Тропининым, Крамским. Личную библиотеку Пушкина отправили в Свердловск.

### Музеи
Экспонаты из Третьяковской галереи, Государственного музея нового западного искусства, Государственного музея изобразительных искусств имени А. С. Пушкина,  Музея восточных культур эвакуировали в Новосибирск.

#### Эвакуация Эрмитажа
Упаковка коллекции Эрмитажа началась 23 июня 1941 года. Эвакуации подлежало более миллиона экспонатов, в первую очередь холстов и графики, которые могли пострадать от неблагоприятных условий хранения. В этой работе сотрудникам музея помогали добровольцы, солдаты и курсанты ленинградских военных училищ. В ночь на 1 июля первый состав с эрмитажными коллекциями отправился из Ленинграда, его сопровождали 17 сотрудников во главе с хранителем картинной галереи Владимиром Левинсоном-Лессингом. Только он знал, что эшелон проследует в Свердловск. В эшелоне было 22 вагона с 500 тысячами экспонатов, бронированным вагоном для ценностей, два вагона для охраны и сотрудников музея с семьями, платформы с зенитными орудиями и пулемётами. Эшелон прибыл на станцию назначения и был выгружен в Свердловской картинной галерее на ул. Вайнера, 11, — этот адрес на время войны стал временным для Эрмитажа. Дополнительно сотрудникам Эрмитажа предоставили помещения в Польском костёле и Ипатьевском доме, где были обустроены рабочие места для сотрудников — благо, в доме есть печное отопление.
Тем временем в Ленинграде упаковка коллекции продолжается, рабочий день сотрудников начинается в 9 утра и заканчивается в 21:30. 20 июля ушёл второй эшелон, с которым также уехали 16 сотрудников Эрмитажа, 700 тысяч экспонатов в 1422 ящиках, загруженные в 23 вагона.
Третий эшелон отправить не успели, кольцо блокады замкнулось.
При эвакуации Эрмитажа можно говорить только об одной серьёзной потере: картина ван Дейка «Святой Себастьян» не была обнаружена после возвращения экспозиции в 1945 году, её судьба осталась неизвестной. Из предметов, оставшихся в Ленинграде, из-за бомбёжек пострадал фарфор, пострадало императорское собрание экипажей в каретном сарае, некоторые экспонаты пострадали от плесени.

#### Пригородные дворцы Ленинграда
Эвакуация коллекций пригородных дворцов Ленинграда целиком была невозможна, приходилось выбирать лишь самые ценные предметы и образцы для последующего восстановления. Планом предусматривалась эвакуация только 12 предметов из коллекции Александровского дворца, в которой было 72 554 вещи. Его хранитель А. М. Кучумов в течение недели организовал упаковку 800 предметов, включая люстры, ковры, фарфор, мебель и произведения из мрамора.
30 июня предназначенные для эвакуации ценности дворца были погружены в эшелон, ответственным сопровождающим которого был назначен А. М. Кучумов. Пунктом его назначения был Горький, где 31 июля 1941 года Анатолий Михайлович был назначен ответственным хранителем всех музейных ценностей, эвакуированных из пригородных дворцов Ленинграда, о чём ему было выдано 1 августа удостоверение Управления культуры Ленгорсовета № 58. Затем из-за угрозы бомбёжек ценности были переправлены дальше на восток, в Новосибирск, в новое здание только что построенного театра.

#### Русский музей
Коллекцию Русского музея начали готовить к эвакуации в первые дни войны. Чтобы снять со стен такие монументальные полотна, как «Последний день Помпеи» Брюллова, «Медный змий» Бруни, требовались усилия нескольких десятков людей. А работ таких в музее было более 60. Холсты размером 20, 40, 60 кв м следовало осторожно накатать без единой морщинки, без малейшего повреждения красочного слоя на специальные катушки из фанеры на деревянном каркасе. Безукоризненно гладкая поверхность валов до намотки картин обтягивалась искусственной замшей. Чтобы валы не касались пола, они с торцов заканчивались деревянными колёсами. Валы для картин были заготовлены ещё в мирное время, но некоторые пришлось изготавливать уже после начала войны. Они достигали длины до 10 метров, а диаметр каждого колебался от 60 до 120 сантиметров.
На огромные катушки наматывалось по нескольку картин, между которыми прокладывали плотную бумагу. Кромки холстов по мере накатки сшивали между собой. Если на красочном слое обнаруживались места, угрожающие осыпями, их закрепляли и заклеивали тонкой папиросной бумагой осетровым клеем. Затем валы с картинами, тщательно запеленутые сверху чистыми холстами, вкатывали в ящики. Таким образом было подготовлено к эвакуации только 7,5 тысячи живописных работ. Для руководства эвакуацией из Москвы прибыл заместитель председателя Комитета по делам искусств СНК СССР Алексей Георгиевич Глина.
Благодаря принятым мерам картины, находившиеся долгое время на валах в условиях эвакуации и в блокадном Ленинграде, полностью сохранились.

#### Музеи московского Кремля
23 июня 1941 года по распоряжению коменданта Московского Кремля Николая Спиридонова сотрудники музея начали демонтировать экспозицию Оружейной палаты. Первоначально коллекцию планировали укрыть во внутренних кремлёвских помещениях — соборах, башнях, подвалах. Однако уже 30 июня Спиридонов выдал предписание директору музея Н. Н. Захарову отбыть с основными ценностями на Урал.
В 10 часов вечера того же дня три пульмановских вагона с экспонатами отбыли с Северного (Ярославского) вокзала Москвы. Груз сопровождали А. В. Баянов, Е. А. Ефимов, Н. В. Гордеев, О. С. Владимирова, охрану вагонов осуществляли красноармейцы. В ночь на 5 июля вагоны благополучно прибыли в Свердловск.
Через три дня В. С. Валуев доставил на Урал вторую группу экспонатов, а 10 июля А. А. Старухина (Гончарова) прибыла в Свердловск с последней партией экспонатов.

## Эвакуация архивов
5 июля 1941 года Совнарком СССР совместно с ЦК ВКП(б) принял секретное постановление «Об эвакуации архивов», подписанное И. В. Сталиным, которым предписывалось вывезти в Уфу архивы Совета народных комиссаров СССР, Комитета обороны, ЦК ВКП(б), ЦК ВЛКСМ, Комитета партийного контроля, Исполкома Коминтерна, Института Маркса-Энгельса, Ленина (ИМЭЛ), а также Наркомата госбезопасности. НКВД СССР предписывалось эвакуировать в города Чкалов и Саратов важнейшие документы Государственного архивного фонда из центральных государственных архивов Москвы и Ленинграда. 
10 июля Совнарком СССР принял, также под грифом «Совершенно секретно», постановление № 1844 «Об эвакуации архивов и ценностей Президиума Верховного Совета СССР».
Помимо указанных в постановлениях городов, эшелоны с документами шли в Шадринск, Орск, Молотов и другие тыловые города.
В условиях военного времени Совнарком СССР распорядился об организации к 15 сентября 1943 года самостоятельного регионального Центрального государственного архива РСФСР Дальнего Востока в Томске (секретное постановление Совнаркома за подписью заместителя председателя СНК СССР В. М. Молотова за № 852 от 2 августа 1943 года). В него были объединены материалы государственных архивов Хабаровского, Приморского краев и Читинской области, а государственные архивы этих регионов были преобразованы в филиалы Центрального государственного архива Дальнего Востока в г. Томске с оставлением на 1943 год в этих филиалах существующих штатов и сметных ассигнований. На содержание вновь созданного архива отпускалось 500 000 руб. на 1943 г.

## Урон культуре, нанесённый захватчиками
На временно оккупированной территории СССР гитлеровские захватчики разрушили три тысячи архитектурных памятников, разграбили 427 музеев из 922, вывезли свыше ста тысяч ценнейших художественных и научных экспонатов. Оккупанты разорили 84 тысячи школ, техникумов, вузов и научных учреждений, более 44 тысяч театров и учреждений культуры. Были также разрушены 1670 православных церквей, 237 костелов, 532 синагоги, 69 часовен, 258 других культовых зданий.

## Работы по восстановлению и поиску вывезенных ценностей
В 1942 году при Всесоюзном комитете по делам искусств СНК СССР была создана Комиссия по учёту и охране памятников во главе с секретарём ВЦСПС Н. И. Шверником. В неё вошли Герой Советского Союза летчица В. С. Гризодубова, секретарь ЦК ВКП(б) А. А. Жданов, митрополит Николай, академики Н. Н. Бурденко, Б. Е. Веденеев, Т. Д. Лысенко, Е. В. Тарле, И. П. Трайнин, писатель А. Н. Толстой.
С 1942 года исполняющий обязанности председателя комиссии по охране памятников Академии архитектуры Д. П. Сухов организовал первые поездки специалистов в освобождённые районы для фиксации ущерба объектам культуры и составления плана консервационных и реставрационных работ, которые начались незамедлительно.
Разрушенные памятники фотографировали, зарисовывали, описывали бригады экспертов, состоявшие из архитекторов и реставраторов. Таким образом было установлено полное разрушение 2 тысяч памятников архитектуры, которые были внесены в серию изданий «Памятники искусства, разрушенные немецким захватчиками». Впоследствии это издание стало материалом обвинения гитлеровцев в преступлениях против культуры на Нюрнбергском процессе.
1 февраля 1945 года, СНК СССР принял постановление № 2722 «О неотложных мерах по восстановлению 15 городов РСФСР». Оно ставило задачи в кратчайшие сроки закончить восстановление и реконструкцию старинных центров древнерусской культуры, более всего пострадавших во время войны, в старинных русских городах — Смоленске, Великих Луках, Ростове-на-Дону, Вязьме, Воронеже, Пскове, Новгороде, Вязьме, Калинине, Брянске, Орле, Краснодаре, Орле, Курске. На деле восстановительные и реставрационные работы развернулись более чем в трёхстах городах.
В 1945-46 гг. были открыты строительно-реставрационные управления и мастерские в ряде городов, где велись наиболее масштабные реставрационные работы.
В мае 1947 года было принято постановление Совета Министров РСФСР «Об охране памятников архитектуры», возложившее ответственность за эту работу на местные Советы и пользователей. В мае 1948 года был расширен список памятников архитектуры, подлежащих охране государства.